# 熊原圭一
熊原 圭一（くまはら けいいち）は、日本のロックバンドChatter 8th woman（チャターエイスウーマン）のボーカリストである。『ベア』名義での活動が大半。Chatter 8th womanの楽曲の9割を手掛けている。現在「bear-design」代表。

## 略歴
- 1998年、ロックバンドChatter 8th womanを結成。
- 2000年、東芝EMIよりメジャー・デビュー。
- 2003年、Chatter 8th woman活動停止。
- 2004年、Greensleevesにギタリストとして参加。
- 2005年、Greensleeves活動停止。

## 関連アーティスト
- Chatter 8th woman
- Greensleeves

| スタブアイコン | サブスタブ | この項目は、まだ閲覧者の調べものの参照としては役立たない、音楽関係者（バンド等）に関連した書きかけの項目です。この項目を加筆・訂正などしてくださる協力者を求めています（P:音楽/PJ:芸能人）。 |